# Dombila
Dombila is een gemeente (commune) in de regio Koulikoro in Mali. De gemeente telt 13.500 inwoners (2009).